# Ваутерс, Энцо
 Энцо Ваутерс  (нидерл. Enzo Wouters; род. 21 марта 1996, Бельгия) — бельгийский профессиональный  шоссейный велогонщик, выступающий за команду мирового тура «Lotto Soudal».

## Достижения
2013
1-й - этап 3 Oberösterreich Juniorenrundfahrt
2014
1-й  - Чемпион Бельгии — групповая гонка (юниоры)
1-й - этап 3 Тур Истрии
1-й - этап 3 Oberösterreich Juniorenrundfahrt
1-й - этап 3 Internationale Niedersachsen-Rundfahrt
2-й - Keizer der Juniores — ГК
1-й — этапы 1 и 2b
3-й - Paris–Roubaix Juniors
2016
2-й  - Чемпионат Бельгии — групповая гонка (U-23)
2-й - Antwerpse Havenpijl
2-й - Memorial Van Coningsloo
| ГК | Генеральная классификация |